# Laer (westfälisches Adelsgeschlecht)

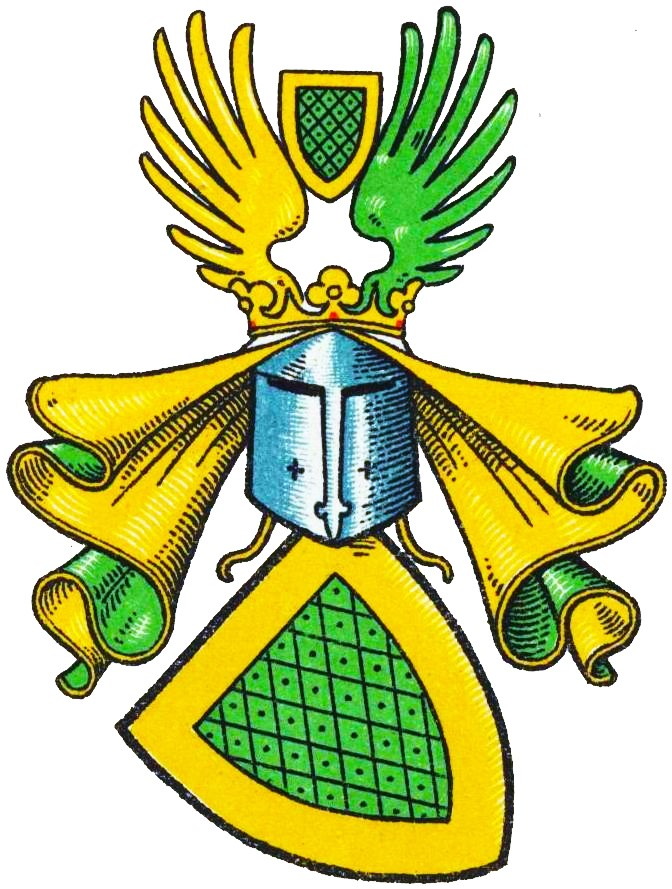
Wappen derer von Laer im Wappenbuch des Westfälischen Adels

Laer (auch Lär, Lahr, Adinghoven genannt Laer o. ä.) ist der Name eines erloschenen westfälischen Uradelsgeschlechts.
Die Familie ist zu unterscheiden von den niederländischen Herren von Laer und den niedersächsischen Herren von Laar.

## Geschichte
Das Geschlecht, das aus der Grafschaft Mark stammt, hatte dort seinen Stammsitz Laer im heutigen Lahrfeld, heute ein Ortsteil von Menden. Ursprünglich jedoch soll das Geschlecht gemäß Familienüberlieferung aus Frankreich stammen. Hugo von Laer soll am Hof von König Heinrich I. (1008–1060) Maire de palais in der Provence und sein Bruder Leo von Laer (Leo de Laer) († 1079) Bischof in Marseille gewesen sein. Carl von Laer sei Geheimer Staatsminister unter König Philipp II. (1165–1223) gewesen. Schon Johann Dietrich von Steinen hat die französische Abkunft 1755 in Frage gestellt und eine westfälische Herkunft vermutet.
Adam von Laer begleitete einen Landgrafen von Hessen-Kassel auf einer Reise durch Europa. Auf der Rückreise blieb er in Köln als Oberst der Leibwache des Erzbischofs, wurde 1205 Drost zu Menden, erbaute dort den neuen Stammsitz Laer und wurde Stammvater seiner Familie in Deutschland. Sein Sohn nahm den Namen „Aldinghoven genannt Laer“ an und trat nach dem Tod des Vaters in die Würden desselben ein. Von den Nachkommen war Berndt von Aldinghoven genannt Laer kurkölnischer Hofmeister, Heinrich von Aldinghoven genannt Laer um 1400 Landdrost der Herzogtümer Engern und Westfalen und Vincenz von Aldinghoven genannt Laer jülichscher Marschall und Generalmajor. 1491 starben drei Brüder der Familie in einer Schlacht bei Straßburg. Der vierte Bruder, Dietrich von Aldinghoven genannt Laer, setzte die Stammreihe fort. Er nannte sich wieder einfach „von Laer“. Ein Nachkomme des Letzteren, Melchior Dietrich von Laer († 1658), heiratete Amalie Clementine von Pallandt und hatte fünf Töchter, aber keinen Sohn. Somit erlosch die Familie Laer zu Laer im Mannesstamm mit dem Tod von Melchior Dietrich von Laer im Jahr 1658. Laut Max von Spießen war die Letzte des Geschlechts Henriette von Laer, Frau von Heckern, die 1732 noch lebte.
Bereits 1206 besaß die Familie Laer bei Menden sowie 1277–1500 Aldinghoven. 1455–1585 saß die Familie zu Geinegge, 1546–1660 zu Herbeck, 1550–1565 zu Hedthof und Hemern bei Iserlohn und 1556–1592 zu Husen, sowie noch 1592 zu Altenbögge, 1614 zu Menden, 1658 zu Laer, 1679 zu Lichtenberg in der niederländischen Provinz Overijssel und 1690 zu Hardenstein bei Bochum.

## Wappen
Blasonierung: In Gold ein grüner, damaszierter Herzschild. Auf dem gekrönten Helm mit grün-goldenen Helmdecken ein offener Flug, der rechte Flügel golden, der linke grün, dazwischen wiederholt sich der Schild.